# شهرداری توکومس
شهرداری توکومس (به لاتین: Tukums Municipality) یک شهرداری در لتونی است. شهرداری توکومس ۳۳٬۶۰۸ نفر جمعیت دارد.

## خواهرخوانده
شهرهای لورتو، مارکه و بخش گوتلند خواهرخوانده‌های شهرداری توکومس هستند.